# Mechthild Schulze-Dörrlamm
Mechthild Schulze-Dörrlamm, geb. Schulze (* 7. April 1944 in Duisburg-Hamborn, Nordrhein-Westfalen), ist eine deutsche Mittelalterarchäologin.

## Leben
Die Tochter der Kaufleute Mechtilde und Rudolf Schulze besuchte das bischöfliche Abtei-Gymnasium in Duisburg-Hamborn. Sie studierte die Fächer Ur- und Frühgeschichte, Kunstgeschichte und Mittelalterliche Geschichte an den Universitäten Münster, Mainz und Bochum, wo sie Ende 1971 bei Gerhard Mildenberger mit einer Studie über spätkaiserzeitliche Armbrustfibeln promoviert wurde. Als Angestellte der DFG bearbeitete sie ab 1972 am Landesdenkmalamt in Stuttgart für Günter P. Fehring die mittelalterliche Keramik sowie die Siedlungsstruktur der Wüstung Wülfingen, Stadt Forchtenberg, und ab 1974 für Kurt Böhner die spätrömischen und frühmittelalterlichen Gräberfelder von Gondorf, Landkreis Mayen-Koblenz am Römisch-Germanischen Zentralmuseum in Mainz (RGZM).
Nach ihrer Ernennung zur Konservatorin am RGZM 1980 arbeitete sie zwei Jahre in der Redaktion und wurde dann Assistentin der Frühmittelalter-Abteilung. Von 1983 bis 2004 veröffentlichte sie sämtliche Neuerwerbungen und Restaurierungsprojekte dieser Abteilung in den Jahresberichten des RGZM. 1985 heiratete sie Rolf Dörrlamm, Redakteur der Allgemeinen Zeitung Mainz. Von 1990 bis 2009 war Schulze-Dörrlamm Oberkonservatorin der Abteilung Frühmittelalter des Römisch-Germanischen Zentralmuseums, die dem Generaldirektor Konrad Weidemann unterstand. Sie wirkte maßgeblich bei der Vorbereitung der Sonderausstellung über „Das Reich der Salier 1024-1125“ in Speyer (1992) und beim Neuaufbau der Schausammlung der Frühmittelalter-Abteilung mit, die 2000 eröffnet wurde. Seit ihrer Pensionierung 2009 setzte sie ihre Forschungen als freie wissenschaftliche Mitarbeiterin des RGZM, das seit 2023 Leibniz-Zentrum für Archäologie heißt, fort. Sie ist seit 1986 Korrespondierendes Mitglied des Deutschen Archäologischen Instituts.

## Forschungsschwerpunkte
Ihre Hauptaufgabe sah sie in der Erforschung der mittelalterlichen Kulturgeschichte Europas durch Klärung von ungelösten, teils strittigen Fragen der Archäologie und Kunstgeschichte sowie durch die Entdeckung oder Neubewertung von wichtigen Denkmälern und Funden. So identifizierte sie zum Beispiel in Mainz die Lehne eines Königthrones aus dem späten 8. Jahrhundert und das Bonifatius-Grabmal aus dem mittleren 9. Jahrhundert, spürte ein ungarisches Kriegergrab in Aspres-lès-Corps, Département Hautes-Alpes, auf und entdeckte ein königliches Schwert des 10. Jahrhunderts, das als „Schwert des Hl. Mauritius“ in das „Hallesche Heiltum“ gelangt war. Sie nutzte die ausgezeichneten Arbeitsbedingungen, die ihr das RGZM als Forschungsinstitut für Vor- und Frühgeschichte mit seiner großen Bibliothek, seinen Sammlungen und Werkstätten bot, um vielfältigste Themen von der Spätantike bis ins Hochmittelalter aus Mittel- und Südeuropa zu bearbeiten. Dabei galt ihr besonderes Interesse den Herrschaftszeichen der deutschen Könige und Kaiser (Heilige Lanze, Reichskrone, Reichsschwert), dem Schmuck sowie anderen Sachgütern aus dem karolingischen und byzantinischen Reich, den Spuren der Ungarneinfälle in der ersten Hälfte des 10. Jahrhunderts sowie den archäologischen Denkmälern des karolingischen Mainz.

## Publikationen (Auswahl)
- Die spätkaiserzeitlichen Armbrustfibeln mit festem Nadelhalter (Gruppe Almgren VI, 2). Bonn 1977.
- Die Kaiserkrone Konrads II. (1024–1039). Eine archäologische Untersuchung zu Alter und Herkunft der Reichskrone (= Monographien RGZM 23). Sigmaringen 1991.
- Der Mainzer Schatz der Kaiserin Agnes aus dem mittleren 11. Jahrhundert. Neue Untersuchungen zum sogenannten „Gisela-Schmuck“ (= Monographien RGZM 24). Sigmaringen 1991.
- Das Reichsschwert. Ein Herrschaftszeichen des Saliers Heinrich IV. und des Welfen Otto IV. (= Monographien RGZM 32). Sigmaringen 1995.
- Schwerter des 10. Jahrhunderts als Herrschaftszeichen der Ottonen. Zu den Vorläufern des Reichsschwerts und zu dessen Imitationsformen. In: Jahrbuch RGZM 59, 2012, S. 609–651.
- Die Heilige Lanze in Wien. Die Frühgeschichte des karolingisch-ottonischen Herrschaftszeichens aus archäologischer Sicht. In: Jahrbuch RGZM 58, 2011, S. 707–742.
- Byzantinische Gürtelschnallen und Gürtelbeschläge im Römisch-Germanischen Zentralmuseum. 2 Bände (= Kataloge RGZM 30, 1–2). Mainz 2009.
- Spuren der Ungarneinfälle des 10. Jahrhunderts. In: Falko Daim (Hrsg.): Heldengrab im Niemandsland. Ausstellungskatalog Mainz, Mainz 2006, S. 43–62.
- Das steinerne Monument des Hrabanus Maurus auf dem Reliquiengrab des hl. Bonifatius († 754) in Mainz. In: Jahrbuch RGZM 51, 2004, S. 282–347.
- Der Mainzer Königsthron aus der zweiten Hälfte des 8. Jahrhunderts. In: Archäologisches Korrespondenzblatt. 34, 2004, S. 571–587 (academia.edu).
- Die Einwanderung von Angelsachsen ins Frankenreich aus archäologischer Sicht. Zu den Spuren der »angelsächsischen Mission« im ausgehenden 7. bis mittleren 9. Jahrhundert (= Monographien des RGZM. Band 158). Verlag des Römisch-Germanischen Zentralmuseums, Mainz 2022, ISBN 978-3-88467-348-5 (online).